# 滋賀銀行9億円横領事件
滋賀銀行9億円横領事件（しがぎんこう9おくえんおうりょうじけん）とは滋賀銀行山科支店（京都府京都市東山区〈現在の山科区〉）で、1966年（昭和41年）11月から1973年（昭和48年）2月にかけて行われた、1人の女子銀行員とその愛人による巨額の横領事件である。

## 概要
滋賀銀行山科支店に勤務する京都市在住の女子行員O・A（以下 O）は、銀行から着服した金のほとんどを山口県下関市在住の愛人Y・M（以下 Y）に貢ぎ、男はその金の大半をギャンブルなどの遊興費や、自身の豪邸の購入資金に充てたり親族に分配するなど浪費して、事件が発覚したら女を放逐した。そのためOは主犯にもかかわらず、横領金のほとんどを使用しておらず、男に騙され金を搾り取られて捨てられた可哀想な女として、世間の同情が一斉に集まり、その名前は1981年に三和銀行オンライン詐欺事件という同種の事件が発生するまで、男に貢ぐ女の代名詞ともなった。なお長年にわたって使い込みを見抜けなかった銀行の杜撰な管理体制も厳しく批判され、関係者が減給、降格処分を受けた。横領の正確な金額は八億九千四百二十万三千六百六十七円で、2020年前後の貨幣価値では30億円相当にもなり、1人の女性の起こした横領事件としては、その時点での史上最高額で、後にテレビドラマ、映画、小説などの題材になるなど社会的な関心を集めた。世相的な背景としては、戦争で結婚相手になるべき4、5歳年上の男性の多くが戦死し、婚期を逸した女性故の犯罪という報道も目立った。また、当時は日本の高度経済成長期で田中角栄内閣の元、物価が異常なほど高騰して、インフレが進んだ時代背景下の拝金主義が2人の犯人に影響を与えたという見識も出された。

## 犯人2人の経歴
女の履歴
1930年12月4日、大阪府に3人姉妹の末娘として生まれる。一家はその後京都市に移住するが、父は戦後の混乱期に愛人をつくって家出し、長姉は東京へ嫁いだので、母と次姉との3人暮らしとなる。姉も独身の銀行員で、離婚が成立して一家を支えることになった母からは父のことで難儀したことから、男性への警戒を常に怠ってはならないとの躾を受けた。1948年3月、通っていた京都市内の名門でもある京都市立堀川高等女学校を旧制の5年生として卒業、学校はGHQの戦後改革による、男女共学の新制高校に切り替えられたので、そのまま3年生に編入されたが、母が娘の共学を嫌い7月に中退することになった。その年の12月27日付で滋賀銀行京都支店勤務の預金係として採用され、1949年10月には銀閣寺支店計算受付預金係に、1951年6月、北野支店普通当座定期預金係に配置換えとなり、1953年にはその精勤ぶりと仕事能力の高さで同店内で「定期預金の神様」と呼ばれるまでになった。1965年4月に共犯関係ともなる愛人のYとの最初の邂逅があった。その後、勤続17年の預金業務の熟練行員となって、その才腕を買われて9月、山科支店の事務処理業務の強化のために抜擢される。この支店での在任中に初めて着服に手を染めるが、それにもかかわらず銀行内での評価は高まり、1972年10月5日に女子ではただ1人の事務決裁者としての地位を得る。1973年2月1日付けで東山支店へ転勤となり、後任の行員により不正が発覚する。身長は1メートル53センチで美人と報道された。
男の履歴
1940年4月3日に朝鮮半島ソウル市で生まれる。父親は警察官で3人の兄と3人の姉、弟と妹が1人ずついる。終戦後に一家は下関市に引き揚げ、地元での高校受験に臨むが不合格となり、父親の懇意にしている知人が経営している硝子屋に務め始め、働きながら1956年に市内の定時制の下関商業高等学校に通う。そこで友人から誘われたことで、競艇にのめり込み、学校もさぼりがちになり2年で中退し、内申書にも「欠席が多く学習意欲なし」と記された。22歳の時、店の主人や兄から援助を受け独立するが、競艇通いに明け暮れて、わずか4か月で店を潰してしまう。同じ賭け事でも競馬や競輪には一切興味を示さなかった。当時、流行していた歌声喫茶に通いつめ、一時は歌手になる夢を抱き整形までして顔を整え、女性にはよくもてて、後年Yと奸計を巡らしているさ中に結婚した女性とも、この時期に交際を始めている。その後、「白タク」と言われる違法タクシーの運転手をして、生活費と競艇代を捻出する生活を送ったが、1964年2月に下関警察署に検挙され、罰金8千円の判決を受けている。同市内で次第に無許可のタクシーの取り締まりが厳しくなり商売が困難となり、1965年に京都に住む腹違いの兄を頼って、そこで居候をしながら正式にタクシー会社に入社して運転手として勤務を始めたが、勤務態度は悪く売上金を度々、着服しては解雇になり5つの会社を転々とした。この期間に運転手と客という形でOと出会い、銀行の金を騙し取るように唆す。身長は1メートル60センチだが美男子と報道された。

## 事件の経緯

### 2人の結びつき
出会いと再会
1965年4月、京都市内で開催された滋賀銀行北野支店と他の支店の懇親会の帰り、OはYが運転するタクシーを拾った。京都に出てきてまだ日が浅いYに自宅までの道順を教えるためと助手席に座り道案内をしたが、この時に気分が塞いでいたOに気づいたYから慰謝の言葉をかけられ、お互いの印象を心に刻んだ。Oは目的地に着いてタクシーを降りる際に自分の手荷物と一緒に、うっかりとタクシーの運転日報を持ち帰ってしまい、タクシー会社を記憶していたため、その翌日に営業所に出向いて日報を返却した。
その約1年後の1966年5月頃、帰途につくため三条京阪行きのびわこ競艇場帰りの客でごった返したバスに乗ったOに、偶然乗り合わせた競艇帰りのYが気づき、声をかけ2人揃ってバスを降り、Yに誘われるまま喫茶店に入り歓談した。Yは競艇でたくさん稼いでるという羽振りのいい話をし、それを聞いたOは定期預金の勧誘をして、Yの同居していた京都市内の兄の家の電話番号を教えてもらった。銀行にとっては預金者獲得が至上命令であり、その成績も上位にあったOは後日、さっそく電話して預金勧誘のパンフレットをYに手渡し、これをきっかけに2人は交際を始めることになった。Oは35歳、年下のYは26歳の時で、交際の早い段階でOはYに「結婚して欲しい」との心の内を打ち明けていたが、Yの方ははぐらかしていた。しだいに2人の交際費などはOが全面的に負担するようになり、Yは競艇の賭け金などまでOにせびるようになっていく。「競艇に勝ったら返す」という約束の下で、最初は返金してもらう予定でいたOは、自分のノートに細かく貸した分の記録を取っていたが、1966年8月にYにせがまれるまま15万円の中古のトヨタ・コロナを買い与え、11月には自分の貯金も底をついたので家族の預金まで引き出して金の工面をするようになり、140万円を使い果たした。
初の横領
その頃、Oは客の60歳を過ぎて定年退職をしたばかりの初老の男Kから、「退職金を預けたい」と言われ100万円の定期預金として取り計らう。その際、下心のあったKはOの歓心を買うために「あなたに預けときます。安心だから」と預金証書と印鑑をOに預け、そのことをYとの話題にしたところ「その金を回して欲しい。競艇で倍にして返すから」と提言される。その理由として「日産・フェアレディZの中古車に買い換えたい」からと懇願されたOは、1966年11月7日、Kから定期預金の中途解約を頼まれたことにして、元金100万円と利息分の金を取得する。その100万円のうち40万円をYに手渡し、満期の時期にKが受け取りに来るまでには必ず返すことを誓わせ、60万円は自分の手元に置いていたが、その金も結局はYに嘆願され没収されてしまう。さらにYは「Kはもっと退職金を持っているはずだから何とかならないか?競艇で儲けるにはもっと資金がなければだめだ」とさらに金の無心を始める。そこでOはKの所へ赴き預金の追加を請い、12月28日、70万円の小切手を受け取ることに成功するが、都合のいいことに前回同様「預金証書も印鑑も預けます」との信頼を得られ、金はKの定期預金とはせずにO自身の口座に振り込み、自由に引き出しながら数回に分けてYに手渡した。1967年4月21日、同様の手口でさらに30万円を得たが、Kの要求に応じる形で2人は、ある時はホテルで、ある時はKの自宅で肉体関係を結んだ。もしKが預金の解約を求めたら、使い込みが露見してしまうため、Oは親子ほども年の離れているにもかかわらず劣情に身を任せるしかなかった。Oは後に捜査官に「Kに抱かれるのは嫌でしょうがなかった」と告白している。同様の手口で計470万円を数回にわたってKから掠め、自分の口座に振り込んだ。Yから「Kと寝てるのではないか」と訝しまれるが、金を預けてもらうためには仕方がないことと納得してもらい、競艇のために金がさらに必要だったYも黙認するしかなかった。こうして最終的には、Kの金は1240万円もが使い込まれた。
この時期、Yは後に結婚することになる別の女性とも交際を同時進行させ、1967年9月からは下関市内で同棲も始めていたが、Oはそのことに逮捕されるまで察知することはなかった。9月28日を最後にKからの預金は途絶えていたが、この頃のYは下関と京都の間を3日と開けず往復し、その周辺の競艇場で舟券を買いあさっていたので、金はいくらあっても足りない状態であった。YはOの自宅にも車で直接訪れ、そのたびにOの母と姉へ魚の干物など地元の手土産を持参し公認の仲となっていた。Yは「自分の家では手広く商売をやっている」と自己紹介し、母と姉は「下関の資産家の子息」と承知させられていた。
1968年1月3日、逢引き先のホテルの部屋でYは「あと20万ほど銀行の金を工面できないか?」とさらなる注文を出してきたが、Kとは個人的な繋がりがあったので、まだどうにかなるという思いがあったが、第三者の金にまで手を付けるのはさすがに躊躇した。しかし入金されて間もない定期預金であれば、客は何年か先の満期にしか預金を取りに来ない可能性が高いので、それを中途解約した形にして騙し取り、お金は満期が近づいた頃にまで用意し、それまでにはYも返済してくれるという目算をした。Yは職場まで頻繁に「金は用意できたか?」の催促の電話をかけ、断ったとしても「冷たいこと言わないで何とか頼む」と哀願口調で懐柔し、固辞できなくなったOは、昨年末に預けられたばかりの1年満期で、額面通りの20万円の定期預金を見つけ、書類を改竄して不正に取得した。実質上初の偽造で、これを手始めにOはYから要求されるままに次々と着服を重ね、その1月だけでも5回の横領を働いた。時にYは「1度取るのも2度取るのも同じだ。やらなければ銀行に君の不正をばらすぞ」と新たな手管を使い、Oは犯行を止めることができない状態に追い込まれた。

### 横領の手口
押印の転写
この不正取得で顧客のKの場合と根本的に違ったところは、預金証書も印鑑も預かっていたわけではない、O自身も面識のない客の預金だったので、証書の偽造をしなければならず、変造は預金係という自らの立場を利用して勤務中に堂々と行った。必要なのは客と証書の発行人の支店長と支店長代理の決裁印で、Oはパラフィン紙を置いて上からこすって押印を写し取って、この紙を偽造伝票の上に重ねてこすって薄くはなるものの、巧妙に転写させた。この方法は警察が後で実験した結果、押印が古くても転写できたので捜査陣を驚かせた。刑事たちは、膨大な書類の山の中から偽造分を探すため、明かりにかざして押印と共に転写されたパラフィン紙の蝋で表面が光って見えるのを手掛かりに捜査を進めた。この押印の転写技術はOの発案ではなく上司からの教授で、証書に誤記があって預金者の印鑑が再度必要になった場合に、わざわざ客に出向いてもらう手間をはぶくための裏技であったが、これがOに悪用された形となった。Oが1日に扱う出金件数は100件ほどもあり、その偽造証書をそれらの中にさりげなく潜り込ませたので、気付く者はいなかった。
Oは偽造された証書を持って「客が解約したいと言ってます」と出納係の所へ行き現金を受け取り、来てもいない客の呼び出しをして、「お金は客から頼まれたので私が預かっておきます」と言って着服した。現金は怪しまれないために利子の小銭も含む分と、それを入れる銀行名が印刷された袋も共に受け皿に置き、いつでも客に渡せるという演出をするために、自分の机の上にしばらく置いておくという念の入れようだった。Oは長年の勤務で得意先も多く、窓口の出納係を通さず直接、払い戻しを頼みに来る客も少なくなく、そのことも犯行を容易にした。こうして預金は客のあずかり知らぬところで解約され、客が満期になって払い戻しを求めに来た時のために銀行側の書類も改竄、Oはこれを皮切りに次々と同様の手口で隠匿を始めた。最初のうちは最高でも30万という小口の案件を対象としたが、それは額が少ないと、満期になる前に客が中途解約しに来るという確率が低いからで、主として5日、土曜日、月末など客の出入りの激しい日を選び、出納係の確認作業の余裕のない頃合いに目星をつけて行われた。こうして得た金をYは「競艇で儲けて、きっと倍にして返す」と、いつもの台詞を言って受け取るのが常であった。
架空預金からの着服
当時の銀行では1人の人間が数個の架空の名義を使用し、資産を分散して預金することが少なくなく、その主な目的は脱税で、それらがOの恰好の着服の対象となった。その匿名預金は、だぶついた金を秘密裡に留保するためで、満期が来てもそのまま継続することが多かったので、そこからの騙取が大部分を占有した。銀行にはO自身の架空口座もあり、そこに着服金を貯め込んで得意先から預かった金と装うことによって自らの実績にもし、Yから所望された時に、いつでも自由に引き出せる状態にしていた。それは普通預金、定期預金、通知預金と多岐にわたっており、他にも実在しない客の架空名義の定期預金証書元票まで作成、印鑑まで作り支払伝票を書き、上司の決裁印を転写し出納係に回すといった一連の手続きをして現金を入手した。
コンピューターに不正入力
滋賀銀行は1969年7月からコンピュータを導入した。横領した預金はすでに登録を抹消しているため、実際に預金者が窓口に現れて払い戻しを請求すると「該当者なし」の回答が出てしまうことから、実在の他の預金者の番号を入力して、現金を引き出すという自転車操業を繰り返した。これも他の行員が扱うと不正がばれるため、Oは仕事を休む時は代わりの行員に「私がいない時は勝手にコンピュータに報告しないで下さい。自分でやりますから」と言い含め、慎重に事を運んだ。1972年頃には、横領によってコンピュータの定期預金の解約表示が頻発し、業務に支障をきたすほどまでになったが銀行は対処しなかった。
現金持ち出しの方法
Oは現金を外部へ持ち出す時には、他の行員に気づかれないように細心の注意を払い、最も多かった方法は1人、残業して誰もいなくなったのを見計らいハンドバックに入れて持ち出すという手口で、秋頃になるとポケットの多いコートを着用して20万から50万円もの金を分散して収奪した。金額が膨れ上がった1972年からは家で仕事をするからと偽り、資料を入れるためと称した紙袋を2重底にして、底に高さ8センチにもなる500万円もの現金の束を入れて帰宅したこともあった。

### 2人の共謀
抜き打ち検査をすり抜ける
各銀行では行内の作業が滞りなく行われているのを確認するため、抜き打ちで本店が検査をしており、滋賀銀行でもそれが実施された。Oは最初に支払伝票を細工して金を不正取得して、上司の印鑑が必要な書類の偽造は押印を盗用する機会を待つため、後回しにすることが多々あったので、検査を察知した際は慌てて偽造分の不正証書をまとめて作る必要に迫られた。2回目の検査の頃には犯行回数が180回にも及んでおり、残業を装って行内で自分の不正行為を記録したノートと照らし合わせながら改竄に取りかかったが、間に合わなくて書類を一式持ち帰り、ホテル内でYにも手伝わせ偽造にいそしんだ。客の署名が必要な書類にはYが署名したが、これによってYは、Oが勝手に貢いだだけという言い訳は通用せず共犯関係が明白となった。逮捕された時、Oは捜査官にYの署名のある書類をより分けて捜査に協力している。また書き損じた書類は机の引き出しの奥に溜め込んでいたが、いつまでもこんな物を持っているのは危険だと感じたOは、根城としていたホテルの部屋で焼却した。その時室内が煙で充満したので、Yは窓を開けて換気をして灰をトイレに流すなど不正に加担している。1971年1月の査察までには着服横領の回数は340回にも達し、1つの書類の不備が露見したが弁明して難を逃れ、Oは模範銀行員として当座を凌いだ。
横領金で豪遊
そのうちYの要求も大胆になり「これで送金してくれ」と、下関の弟や兄宛ての現金書留の封筒をOに何十枚も渡し、着服金はY一族にも流出した。1969年10月頃から1回の着服金額が50万円ぐらいにはねあがり、それが1970年7月以降になると100万円にまで増え、Yも次第に少ない金額では満足せず、Oから150万もの大金を受け取っても、さらに「明日はいい選手が来るので大口の勝負をしたい。もっとどうにかならないか?」と増額を要望したこともあった。
1970年5月15日、Yは大胆にもOに内緒で同棲していたウェイトレスの女性と入籍し、翌年の4月には子供も生まれている。
8月、日本万国博覧会の見物のため、Yが下関から身内や親戚をマイクロバスに乗せて京都を訪ねてきたが「万博見物で金がかかるので100万円ぐらい都合してくれ」と金を徴収した。この万博にOは母、姉、Yと共に4回ぐらい観覧に訪れている。
Yは兄弟や友人と、京都市東山区の行きつけのクラブ (接待飲食店)に月に10日ほども通い、1度に7万円ぐらいも散財し、着いたホステスには1万円のチップをはずむなどの豪遊をして、繁華街の女性達の間では「チップのお兄さん」と呼ばれていた。着ている背広は英国製に変え、祇園の高級寿司屋での1か月の支払いが50～60万円にもなり、3日に1回は床屋で洗髪とセットをして関係者に心づけをふるまい、その子供たちにまでお小遣いをばらまくなどの浪費を重ねた。
増大する着服金
犯行当初Oは横領金額、騙取した日付、Yに渡した金額、場所などを克明に手帳に記録していたが、1970年11月には額が2億に達し、あまりの大金に恐ろしくなって記載するのを放棄、暮れになる頃には着服金の総額がどれくらいの額に達しているかは、把握することも困難な状況になっていた。1972年になると1回あたりの横領金が飛躍的に増大し、最高で350万円にも及び、それも1日に1回というのではなく2回から3回にまで増幅し、日を置いて行なわれたのでもなく、連日続けざまに騙し取るなど無分別になった。この年の1年間だけでも4億6千万円にもなり、収得金額の合計の半分にも達するほどで、1日に1回は下関にいるYから「金は送ってくれたか?」という催促の電話を受けていた。現金を送付するということはOにとっても大変な作業で、郵便局が開いているのは日中であるため、平日の昼休みを利用して現金書留の封筒をもって走らなければならない。その間に被害者である客が窓口へ来て預金の解約、払い戻しを請求したら不正は一辺に顕現するので、Oは昼休みにも安穏としてられず、昼食も外でとらないよう万全の配慮をした。Yは下関と京都を飛行機で頻繁に往復し、昼間、支店の近くの路上でOから現金を受け取り、その夜の情事の後また金を授受して、多い時には1日に5、600万もの金を懐にし、Oから「あなたはお金を受け取るためだけに京都へ来ているの?」との責めを受けた。ある日、Oは「本店から利息の額がおかしいと言われた。ばれてしまうかも」とYに相談したことがあったが、Yは「いざとなったら逃げたらいい。行くとこまで行かなきゃしょうがない。だから今のうちに頑張ってくれ」と教唆した。
タクシーへ横領金の置き忘れ
1971年12月15日、忘年会の帰りに上司に関係を迫られたOは2人でモーテルへ向かうが、皮肉にもそこはYとよく利用していたホテルで、しかも利用したタクシーの中へショルダーバッグを置き忘れてしまい、不正が発覚寸前になる事態に陥った。バッグの中には指輪6個（77万円相当）と、その日に銀行から秘匿した銀行の袋の中に入れた帯封に閉じられたままの159万円の現金及び、送り人がYで受取人が下関に住むYの弟という宛名書きのある現金書留の封筒7枚が入っていた。指輪の方は「俺ばっかりが金を使うのは引け目を感じる。君も使え」とYから勧められてOが買ったもので、この落とし物がきっかけで犯行がばれてしまうと焦ったOは、警察へ申し出るよりも先にタクシー会社へ問い合わせたが、発見するまでに至らなかった。拾得物は中立売警察署へ届けられており、中身を見て不信感を抱いた警察官が、18日に銀行に来て支店長代理に、Yとその弟名義の預金口座が存在するかという調査を要請した。焦慮したOはYへ「警察へ落し物の届け出を出さないとかえって怪しまれる」と相談したところ、Yは「俺が競艇で儲けた金を君に預けて、送金してくれるように頼んでいたことにしろ」と指示を出した。その日OはYと一緒に山科警察署へ出向き紛失届を出すと、警察は3日前の遺失物を、なぜ今頃になって申告してきたのかと訝しんだので、「あの晩、上司とホテルへ行ったので届けにくかった。万が一ばれてしまうと銀行におられへんようになる」と取り繕った。翌日、保管していた中立売警察署の連絡を受け、Yと共に出頭しバッグを返却してもらった後、Yは「今後気をつけろ」と忠告し、150万円の金を受け取った。
1972年4月、Yは横領金の一部で『Y商会』という金融業を、北九州市で青果商を営んでいた兄を社長に、本人と義兄（3女の夫）、弟は重役という役職にして立ち上げた。

### 模範的な銀行員
Oは自分が休みを取っている間に、他の行員が不正を嗅ぎ付けるのではないかと気に病み、そのため年に何回かある有給休暇も1度旅行しただけで、他は1日も休みを取らなかった。残業も積極的にやり、日曜日、祝日にも出勤して不正のやりくりをし、自宅にまで預金者資料を持ち帰って偽造に努め、そこがかえって上司の眼には仕事熱心と映った。周囲からの評判は良く若い人に仕事を親切に教え、雑用も率先してやり、後輩や上司の信用も一身に集め、Oに任せておけば誤断はないとの評価まで得ていた。銀行では支店長、支店長代理、次長は異動が激しく、山科支店での勤続年数はOが最長になっていたことから、同支店の生き字引的存在になり、その真面目に映る勤務態度が評価され、1972年10月5日、ついにOには一般行員としては最上の役職となる事務決裁者としての地位が与えられたが、それが犯行をさらに容易にさせた。しかし何人かの行員には度々、Yの運転する赤いスポーツカーが銀行近くまでOを迎えに来たところを目撃もされている。

### 逃亡
人事異動で露見
1973年2月1日付でOは東山支店への転勤を命じられた。これは栄転で、1年前に新規開設された東山支店は預金額が大幅に増えてきたので、事務決裁者に昇格したOにより重要な役職についてもらうための人事異動で、熟練者を欲していた支店長の抜擢であった。しかし、後を引き継いだ者が不正を発見するのは明白で、4日にはこれまでの犯行に用いた多数の三文判を下水に投げ捨て最後の証拠隠滅を図り、5日まで山科支店にて残務整理をして翌日から東山支店に出勤した。そして7日夜に市内の喫茶店からYへ電話を掛け、「もうどうにもならない。一緒に死んで欲しい」と心中話を持ち掛けた。Yからは「明日京都へ行く。ブロバリン（睡眠薬）を買っといてくれ」と口添えされ、Oは薬局を何件も回って200錠のブロバリンを買い集めた。
山科支店では、8日頃から業務を引き継いだ行員が帳簿上、辻褄が合わない点が多数あることを指摘し、そのため支店長がOに電話で説明を求めたが、Oは苦心惨憺釈明して不正を糊塗した。夜、京都にやってきたYにOは泣きながら心中を迫ったが「俺には親兄弟もいるから」と拒絶された。9日、自宅には再度、山科支店から「残高が合わないから出頭してもらいたい」と要請があったが、Oは「明日行って説明する」と、そして当日になって「胃の調子が悪いので病院へ行く」「精密検査をしてもらう」などと逃げ口上を作って、引き延ばし工作にかかった。11日、Oは飛行機でYに会いに北九州市まで飛んで行き、また心中を迫り「死ねないのなら、どこかにかくまって欲しい」と懇願したが、Yは「こっちで京都弁は目立つ。関西方面へ逃げろ」となかば突き放した。この時、Oは当座の生活費として200万円の現金を持っていたが、150万円をYに取られ1人で京都へ戻ったが、やはり切迫を感じ13日にYに会いに北九州へ再度出奔した。そして逼塞する場の確保を懇請したが、またもうやむやにされ、拠り所をなくしたまま帰宅した。
銀行からは再三再四、「不審な点の説明をせよ」と電話が来ており、その夜、母と姉に「銀行に行ってくる」と言い含め、手元にあった現金70万円と指輪をハンドバックに入れ遁走した。16日、Oが大阪国際空港近くのホテルへYを呼び出し、「どこかへ隠れて住み込みでもして働くつもりだ」と告げると、Yからは「だったらこんなものはいらないだろう」と言われ、唯一の財産であった指輪をも取り上げた。Yはこの指輪12個を担保に北九州市内の金融業者から金を借り、またも競艇に蕩尽した。
全国へ指名手配
銀行側はOが着服の末逃亡したと判断し、18日付で滋賀県警察に届け出て翌日から捜査が開始され、同県警捜査二課からは山科支店へ捜査員が派遣されたが、すぐに「人手を増やしてください。不正証書の山です」と、事態が尋常でない旨の報告があった。Oの家にも捜査員が向かったが、Oの母は「娘がどこに行ったか分からない。連絡があったら真っ先に知らせます」と動揺しており、姉にも事情聴取したが要領を得られなかった。19日の時点で被害額は概算1億2千万円に達することが分かり、21日に頭取からOに対して正式に告訴が挙行され、26日付で懲戒免職の扱いとし、同時に滋賀県警捜査二課は逮捕状を請求し裁判所はこれを受けて発令、その時点で42歳になっていたOは全国に指名手配された。初期の段階での捜査目標は2つで、Oの逃亡先を探ることと被害の実態調査で、警察はトラック2台分の証拠書類を押収し3月30日、正式に報道機関に公表した。
盲点だった行員との信頼関係
模範銀行員として通っていたOの不祥事に、銀行の幹部は大きな衝撃を受けた。支店長は「Oはベテランで仕事も真面目で私も安心していた。女性行員の指導的立場にあり残業も嫌がらずにやっていた。私生活のことは関知していないが、問題があったようには聞いていない」と、常務は「支店では必ず毎日の業務をチェックしており、しっかり詰めをやれば不正は分かるはず。だが伝票さえ合えば、それ以上行員を疑わないのが通例。さらに詰めをしようと思えば業務時間が倍増するので、行員の仕事を信じざるを得ないのが実情。このためにも信頼できる行員を厳選して雇用しているのだが、この盲点を完全に利用された」と答弁した。他の銀行関係者も「銀行業務は行員への信頼なしでは成り立たない」と困惑の体で、金融業界はその体制の改善を迫られた。
警察が謎としたのは金の行方で、Oは自分の為に散財した形跡はなく、長屋に母と姉の3人住まいの質素な生活ぶりで、政治や宗教団体にも金が流れた痕跡もなく、分かったのは知人から買ったという自宅に残したダイヤモンド、ヒスイ、オパールの指輪13個、750万円相当で、それらは銀行が差し押さえた。
疑われた最初の被害者
警察では早い段階で背後に男がいるとにらみ、Oが逃亡直前の2月7日に伝票を偽造して作った200万円と300万円の2つの小切手の送り先であるKに着目した。その金は情交まで結んだKの口座がある信用金庫へ、騙し取った分の返却としてOの罪悪感からきた弁済分として振り込んだものであったが、警察はKが黒幕との目星をつけ、さらに1千万円以上もの大金を預金証書、印鑑共に預ける不自然さなども指摘し取り調べた。慌てたKはこれまでのOとの関係を一切合財告白し、自らの潔白を主張、容疑を払拭した。
浮上した下関の男
警察ではOの同僚や母からの聞き込みで、山科支店に毎日のように電話を掛けてくる男や、30代前半の男が銀行の近くまで車で迎えに来ていたとの情報を得て、Yの存在に注目した。かつて「白タク」と言われる無許可のタクシー運転手をしていたYが、急に「金持ちのボンボン」と噂されるようになったこと、各競艇場に入り浸っていることなどから事件との関係の疑いを強め、Oの母、姉、女友達はYが「下関の海産物商の金持ちの息子」と信じ込まされていたことも掌握した。2月末、捜査員が下関に派遣され、下関警察署へ任意出頭をYに求め2日間取り調べを行い、その派手な金遣いの生活について追及した。現在は無職であるYの金の出所に関しては、「ボートで儲けた」と自己弁護したが、刑事たちはOがつまんだ金を湯水のごとく使っていると推測し、4月末頃には犯行を裏で操っていた人物とほぼ断定した。しかし逮捕しても容疑は否認することは予想できたので、傍証固めを緻密に行う作業に入った。
特別捜査部の刑事が終日、競艇場で遊ぶYを監視、張り込みもしたが、競艇関係者から聞いたYの評判は「勝つことより負けることの方が多い」「Yの賭け方では儲かるなんてことは信じられない。1千万円取ったとしても、そのための元手を2、3千万円はつぎ込んでいるはず」「日本中捜しても、後にも先にもあんなに競艇で負けた男はいない」といった話が頻出し、疑念が深まるだけだった。
Yの友人にも事情聴取をしたが、そこで分かったことは、2年前から午後7時頃になるとよく誰かに会いに行き、行く時はほとんど金を持っていなかったのに、10時過ぎになると、その都度70万、100万、200万円という大金をポケットに入れて帰ってきたこと、一度Yに100万円を貸し付けたことがあり、請求したら数時間後には110万円にして返済したこと、競艇へ行く時の軍資金は5、6年前は多くても5、6万円ほどだったが2、3年前からは2、300万円で大きな勝負をするようになったといった証言も得られた。
大阪へ漂流
逃亡中のOは大阪市内の旅館を転々としていたが、所持金も使い果たしたのち、「空き室あり」の張り紙を見て2月26日、城東区内の風呂なし、トイレと洗濯場は共同の、四畳半一間、家賃8500円の安アパート『T荘』へ転がり込んだ。Oの持ち物はショルダーバックと紙袋のみで、入居するにあたっては入江よし子という偽名を使用した。管理人の66歳の女性Aは面倒見の良い人で、所持品をほとんど持たないOのためにご飯を炊いたり、布団を提供したりとこまごまと世話を焼いた。Oは「明日からの生活に困るので何でもいいから仕事を探したい」と、Aに仕事探しを同伴してもらい、京橋駅 (大阪府)近くにある大衆割烹店『酒房M』で皿洗いの職を見つけ、翌27日から働き始めた。時給250円、午後2時半から9時までの勤務で、手持ち金が少ないので週給にしてもらっていた。勤務態度は真面目だったが、一度店主がレジの手伝いを頼んだ時には断固拒否して金には触れたがらず、字を書く時なども意識して筆跡を変えて身元がばれないよう神経を使っていた。
新婚夫婦のような生活
4月末、Oは酒房Mに客として来ていた45歳の土工の男性Bと知り合い、5月初め頃にはT荘で同棲生活に入り、その1か月後には男の勧めもあって退店した。狭い部屋の中にはガスコンロ、テレビ、冷蔵庫、炊飯器、化粧台などの家財道具も徐々に増えていき、ピンクのカーテンが引かれ、部屋からは2人で笑いあう声が漏れ、Oは一時の安らぎを得た。毎朝6時半に出勤するBを外に出て見送り、夜は外で帰りを待ち、帰宅すると2人で銭湯へ行き、まるで新婚夫婦のような日々を過ごしている装いがアパートの住人に目撃された。しかし近所で食料品などを買いに行く店は大体同じで、厚化粧のため誰もOを犯人と気付く者はおらず、極力外出も避け、銭湯でも顔は洗わず化粧を落とさないなど用心深さを怠らなかった。
Bと同棲しながらも、Oは10日に1度の割合でYに電話を入れ、管理人のAには「私にはB以外に好きな人がいる。その人のためなら命を捨てても惜しくない」と未練を漏らしており、4月になってからもYとは2度、大阪で逢瀬を重ねたが最後には、「お前の面倒まで見られん。自分のことは自分でしろ」と完全に排斥された格好となった。

### 内偵
派手さを極める男の私生活
8月、刑事たちが下関市内の質屋でOの指輪23個を見つけ、質入れしたのがYであることを写真を見せられた店主は確認した。Yには別の女性と結婚して子供までいること、妻とは1967年9月から一緒に住んでおり、最初のうちは月々の家賃にもこと欠く有様だったのに1968年末頃から急に金回りがよくなり、カラーテレビやクーラーなど電気製品を買い漁っていたことも露見し、1971年10月には下関に、地元の名士の1340平方メートルの土地と建物を3千万円で購入し、それに手を加えて「Y御殿」と近所の人に噂されるくらいの豪邸に改装し、加えてYの両親の住む実家の改築も行っていたことも明るみに出た。入居してからはデパートから400万もの洋家具が搬入され、増改築の大工や左官が出入りし、全室冷暖房完備で、防音設備の整った麻雀専用の部屋まで造設されていた。京都から庭師を呼んで整備させた庭の広さは200平方メートルあり、100万円もする韓国製の石灯籠を設置し、ゴルフの練習場と子供の遊戯用の大きなトランポリンを備え、マスコミにプールと間違われた池には、1匹数十万円もするコイを泳がせていた。また、トヨタ・クラウンなど3台、モーターボート5隻を所有し、四国から取り寄せた岩で大人が10人くらいは楽に入れるような岩風呂を作り、風呂からは豪華な庭園が望めるような大きなガラス窓を取り付け、その家で妻と子供、弟一家、妹一家の計11人が放逸な生活をしていた。その夜中まで明かりが煌々とついた豪邸で浮かれ騒ぎ、その放埓ぶりは近所の人からは「Yファミリー」「ギャンブル一家」と呼ばれ評判となっていた。
競艇場のスター
Yは100万円の札束をポケットにねじ込み、親族や知人に舟券を買わせて地元下関競艇場以外にも若松競艇場、徳山競艇場、住之江競艇場、尼崎競艇場にまで遠征して賭け事に明け暮れ、各競艇場では知らない人はいないくらいの有名人となっていた。Y一族を引き連れては1レースに200万円から300万円もの金をつぎ込むため、売り上げが大きく上昇し、刑事たちが売上金を見ただけで、いつYが出現したかが見当がついたくらいで、住之江競艇場では始まって以来という700万円の大勝負に出たこともあった。数百万円分の舟券を渡すとなると数えるだけで人手が足りず、待っているうちに他の狙い目の券を買いそびれるので、売り場の窓口が開くと、いくつかの窓口へ10万円ずつ投げ込み、舟券は後で回収するという強引な購入法で、的中して払い戻す時も、それだけの大金を競艇側が用意しているとは限らないので、Yが現れた時は上層部に緊急連絡が入るといった体制が整えられていた競艇場もあった。従業員の間でも「たくさん土地を持っている資産家の息子」との噂で、その山口県、福岡県、大阪、兵庫県、京都府を跨いだ派手な行動は三億円事件の犯人ではないかと疑われ、京都府警察から特捜班まで編成され捜査されていた時期もあった。兄弟たちはそれぞれの定職を辞めてYから給料を受け取り、弟はストップウオッチでのボートの速度の計測係を、義弟はYのボディーガード役を担当していた。
Yは自宅に『Y舟券研究所』の看板を掲げ、研究のためと称して購入した外国製のボートを海で航走させ、車3台に兄弟らと分乗して各競艇場を荒らし回り、知人に「俺は京都で一山当てた。競艇ほど儲かるものはない。金を預けてくれれば次の日には倍にして持ってきてやる」と豪語していた。
犯行の痕跡
警察はYが買った航空券の枚数、購入日、空港周辺の駐車場の使用状況などの綿密な調査をして一覧票を作成した。Oの足取りが杳としてつかめず、いたずらに日数だけが経過しており、殺されている可能性を排除出来ず、Yの行動を裏付ける必要に迫られた。その結果Yは頻繁に下関市から車で福岡空港へ走り、駐車場に車を預けっぱなしにしたまま大阪国際空港まで飛んで、付近の駐車場に預けていた別の車に乗り京都まで往復していたことが明らかになった。また、横領金の流れを把握するため、山口県と北九州市全域の銀行に、Yとその親族の口座があるかが精査された。そして計約3億円もの金が1971年から72年にかけて、滋賀銀行山科支店や各競艇場内の銀行から山口銀行のYの兄弟名義の口座に幾度となく送金されていて、その日付と金額がOの犯行と一致していることがつまびらかになった。引き出したのはY本人であることも、写真を見せられた銀行員によって確認され、伝票の筆跡とYの筆跡も一致し9月末、警察ではYの容疑をほぼ固めた。しかし今Yを逮捕し事件が報道されると、Oが捜査の手が間近に及んだと観念し自殺に走る可能性も否定できず、たとえ踏みとどまったとしても、より慎重に潜伏し発見がますます困難になることが想起されるので、警察はYを泳がせてOと接触する機会を待つ作戦に出た。

### 巨額横領事件に発展
日本中の耳目を集める男
滋賀銀行本店検査部はOによって着服された被害額が4億8千万円にまで達していることを公表し、事件は新聞、週刊誌などで大きく報道され、警察は共犯とされた若い男の存在について記者からの質問責めにあった。しかしYの名前が世間に知れたら2人は接触を避けることが想定されるので、捜査に支障をきたす恐れから名前の発表は控えたが、それでも、マスコミは数日のうちにYの存在を突き止め、新聞、テレビ、ラジオ、週刊誌の記者たちが下関のYの屋敷に殺到し、その豪奢な生活ぶりが白日の下に晒された。すでにYはOが失踪した時点で送金が途絶え、資金が枯渇し手形を乱発、多額の借金を背負いこんでおり、「Y御殿」と言われた屋敷や実家を担保にしてまで、競艇代を捻出していた。それでも負けが込んで不渡りを出し、家の所有権も9月14日付で下関市内の金融業者に移っていたので、報道で事件を知った債権者たちが慌てておしかけ、Yは警察、マスコミ、金融業者から追われる身となった。

### マスコミに応対する犯人
Yの家の周辺は報道機関や見物人で埋め尽くされ、Yは1日中家に閉じこもりがちになり、外出した時は兄弟たちも含めて捜査員の尾行の対象となった。Yはマスコミの取材に玄関前で対応し、自分には賭け事の特別な才能があること、妻や下関市内の兄弟宛ての送金は全部ギャンブルの収入で競艇場内の銀行から送金していたこと、Oから金は貰っていないことなどを一貫して主張した。「警察でOとの関係を追求されるわ、マスコミから犯人扱いされるわで迷惑している。嘘の記事を書いたら訴える」と不満を爆発させ、殺到する記者に対して渋々ながら個別の取材に応じた。
「（銀行の送金の伝票を見せながら）家宛に送金した。これだけで2億円ある。これ以下の小さな金は自分で持って帰った。他にもいろいろ儲かってる」"競艇場から送金するのは偽装工作ととられかねない。その金はOがあなたに貢いだ金では?"「冗談を言うな。誰がそんな面倒なこと、わざわざするか」"Oとはどういう関係なんですか?"「信用してたから競艇で儲かった金を預けて預金してた」"あなたの口座は滋賀銀行にない。通帳は持ってるのか?"「親しくしていた女だから任せていた」"最後に彼女と会ったのはいつ?"「Oが指名手配されてから電話があって自首しろと勧めた。Oが姿を見せたら全てははっきりする」"あなたの商売は?"「競艇などのプロだ。負けたりしない。ギャンブルのことを常識で考えられたら困る」
"タクシーに忘れた金はどこからのものですか?"「競艇で儲かったからOに郷里へ送ってもらうように預けた。警察にも説明している」"ギャンブルで儲けて預金して、また引き出して送ってくれというふうに?"「そうだ」"あなたは滋賀銀行に預金してたんですか?"「そうだ」"しかし口座はないが?"「彼女を通して確かに預けた。多い時は3千万円ぐらい。彼女の姉さんも銀行に勤めてるし家も知ってるから信用している」"自分の預金通帳を見たことはあるか?"「ない。しかし今でも信用している」"どうやって大金を儲けたのか?"「いろいろあるが言えない。まあ、ギャンブルとかだね」"そんなに儲かるのか?"「嘘じゃない。俺は2億円も3億円も儲けたことがある。俺はまだ彼女を信じたい。あれは銀行内部の他の人の犯行じゃないかと思ってる」"男関係では、あなたしか強く浮かんできていないが?"「付き合った男は、もっといるだろう。そんなこと書くより、君ら500万や600万円持ってきてみな。すぐ倍にしてあげるよ」
"家を買ったお金の出所は?"「ギャンブルで儲けた。競艇だ。競輪、競馬は儲からない」"今までどれくらい稼いだのか?"「ざっと計算して2億円くらい。ここ2年の間でだ。たった2日間で7千万円儲けたことも。信じられないだろうけど本当だ」"どんな買い方をするのか?"「穴なんて狙わない。本命だけだ。今度一緒に行って見せてやるよ。1千万円用意してくれれば、すぐ1千500万円にしてやる」"元手はどれくらいかけているのか?"「最低、100万から200万円だ。1、2万円の資金でやるなんてやめとけ」"1日にそれだけ稼いだ金はどうしたのか?"「競艇場内の銀行から山口の自分の口座に振り込んだり、鞄に入れて持ち帰ったりした。一度、空港の検査官から中身を見せろと言われたので、俺は『開けてびっくりするなよ』と言った。現金で3、4千万円は何回でも持ち帰ったことがあるから平気だ。係の人に『1枚足りないぞ』と冗談を言うくらい余裕がある」"場内の銀行から送った金に、Oが貢いだ分も含まれているのでは?"「バカ言うな」"仕事はギャンブルの他には?"「いろいろやってるけど、いいじゃないか、そんなことは」
"Oと知り合ったのはいつか?"「1965年に京都に来てタクシーの運転手をしていた時、彼女が乗り合わせた。これをきっかけに親しくなった」"タクシー会社は?"「5つぐらい変わった」"Oとはどのような交際をしていたのか?"「月に5～7回ぐらい会っていた。夜に食事をすることが多かった。親密度は想像にお任せする。出会った時から最近まで続いていた。家にも行ったことがある。共犯と疑われても仕方がない立場だが、自分は1円の金も貰っていない。交際中、彼女の犯行にも気づかなかった」"多額の金を郷里の方へ送金しているが?"「この点で俺が疑われているようだが全部、競艇で儲けた金だ」"数千万という常識外の金だ。そんなに勝てるものとは思えない"「俺は競艇で1、2億稼いでいる。今日も50万円儲けたばかりだ」"資金はどうしていたのか?"「兄弟など、いろいろな所で借りた。1千万円も借りたと思う」"金がある兄弟の所へなぜ送金するのか?兄弟は何に使っているのか?"「仕事で金が要るのだ」"滋賀銀行には預金していたのか?"「競艇で勝つたびに預金していた。彼女に頼まれたからだ。3千万円預けたこともあり、全部で1億円近くになる。通帳は持っていない」"数千万円の金を出し入れするのに通帳も持っていないのはおかしいではないか?"「彼女の姉も銀行に勤めており、全面的に信用していた。利子もきちんと貰っていた」"通帳がないのを知ったのはいつか?"「事件の発覚後だ」"彼女に預けっぱなしの預金はどうなったのか?"「事件発覚1か月前に『残高はいくらか』と聞いたら800万円だった。その後、競艇の負けが込み全部引き出したので損はしなかった」"逃走中の彼女から連絡はあるのか?"「1度もない。会ったらすぐに新聞社に教える。男友達は俺だけではない」"彼女は殺されているのではないか?"「無事でいたら早く表に現れて欲しい」"あなたは競艇で食っているのか?"「そういうわけではないが、まあいろいろだ」"また京都に行くことはないのか?"「近々行く予定だ。競艇で一勝負するから、その時は連絡するから付いて来なさい。コーチする」
Yの父親は取材で「息子たちの生活については、大人になったのだからまかせっきりだ。四男がいろいろ黒い噂を立てられているようだが、ギャンブルで儲けたのだと信じているし滋賀銀行事件とは全く関係がないと思う。早く指名手配されている女子行員が出頭してくれるのが一番良い。私は息子を信用している」とYをかばい、Yの妻も「夫からは何も聞かされていない」と事件への関与を否定した。

### 行き詰まった捜査
浮上した死亡説
新聞各紙上にはOの殺害説と自殺説が詮索、報道され、10月5日に警察庁は各都道府県の警察に対しOの所在確認の徹底を通知し、ホテル、旅館への照会や身元不明の変死体の洗い直しを急ぐよう通達、日本中がその安否を見守った。
そのうちOが大阪市内で、かなりの足取りを残しているとの情報が警察署内に集約され、食料品を買った女がOに似ていたとか、飲食店や電車の中で見たなど、Oの目撃情報の大半が大阪付近に集中した。
それでもOの捜索は完全に暗礁に乗り上げ、Yを逮捕して問責する必要に迫られた警察は、裁判所に出向いてYの逮捕令状の発行を要求した。しかし裁判官は「現段階では、主犯を逮捕せずして従犯の逮捕状の発行は難しい。警察が掴んでいるのはOが横領した金をYの口座に送金したという事実だけ。もしYが『横領した金だとは知らなかった』と言えば起訴できません」と警察側の申し出を1度は却下した。それでも滋賀県警側は「Oの所在は全くつかめない。Yから情報を得るしか選択肢がない」と折衝し裁可を得た。
Oの顔写真もテレビで盛んに流されるようになり、部屋でOと一緒にニュースを見た同棲相手のBは、その女が自分の目の前にいると察することもなく、OはBにテレビや新聞を見せないように慮った。
銀行側の処分
10月12日に開かれた滋賀銀行の取締役会で、会長と専務の両役員が不祥事の責任を取って退任する他、取締役12人と監査役2人の計14人の重役が全員、10月から6か月間、役員報酬の3割から1割をいずれも自発的に減額すること、3月末決算に計上された役員賞与700万円を返上し、9月末決算では役員賞与を計上しないことを決議した。そしてOが勤務中だった時の山科支店の2人の両支店長や、次長、その各代理他、本店部長など関係行員22人を1階級降格、または減給するなどの処分を発令した。決算面では、その時点での確定被害額4億8千万円を雑損として処理するため、株主配当は下落するので株主の了解を求めることになると発表した。

### 逮捕
男の逮捕
贓物収受罪（現在の盗品等関与罪）を適用するべく、10月15日の午前7時過ぎに滋賀県警捜査二課と山口県警察の捜査員が、車8台でY宅に到着し室内に踏み込んだ。その時、Yはベッドの上で寝ていて、揺り起こされて逮捕状を提示された。Yは14日夜から自宅に「警察だ!」といういたずら電話がひっきりなしにかかり、熟睡できなかったと言ってやつれた表情のまま応じた。警察が「外には報道陣が待ち構えている。顔を隠さなくてよいか?」と尋ねると「これだけ騒がれてるんだから今更どうでもいい」と粗野な態度で、マスコミの撮影攻勢を浴びても平然としていた。Yの身柄は一旦、山口県彦島警察署へ預けられたが、本格的な取り調べを受けるべく、その日のうちに滋賀県警へ飛行機で護送されたが、福岡空港では待ち受ける報道陣に向かって「自分は関係ない。報道したら訴える」と散々悪態をついた。
Y一族が詐取金と承知しながら、金を受領していたのではないかと警察は疑いを深め、一緒に住んでいた実弟と義弟（Yの妹の夫）、北九州市に住む実兄の自宅も捜索、参考人として事情聴取した。弟らに金の工面をして加勢させ、姉の経営するスナックバー (飲食店)にも融資し、豪邸内に住む身内は月100万円の生活費を受け取っていた事実も警察は掌握した。さらにYの援助で設立した兄の金融会社『Y商会』は、本人たちが専門知識もなく始めた業務で、Oが失踪してからは債務が焦げ付き経営が悪化、取り立てのため暴力団を使っていたことも突き止めた。
電話番号から潜伏場所を割り出す
Yは連日、Oとの共同正犯の疑いで追及された。「Oへ金を預けたというが、滋賀銀行にはあなたの口座がない」「競艇でそんなに勝てるのか」との疑問点に対して、Yはあくまで「現金書留や銀行振り込み、手渡しなどの形で受け取った金は全て競艇で稼いだもので、Oに一時保管してもらっていただけ」と主張、「Oとは失踪後連絡はとっていない」と動向についても把握していないと、あくまでしらを切り通した。19日になると「そりゃ競艇で儲けて預けていた金を受け取ってはいたが、たまには車が欲しいとか、服を買いたいなどと言うと、Oが100万円前後の金を渡してくれたこともある」と徐々にYは犯行への関与をほのめかし、21日には「Oの住んでいる場所は知らないが電話番号なら知っている」と、大阪市内の電話番号を刑事に告げた。早速、刑事たちは番号から住所を割り出す作業に着手し、それが城東区に位置する集合住宅の『T荘』であることを解明し、Yからの入江よし子という偽名を使って潜伏しているとの情報を元に現場へ急行した。
女の逮捕
21日午後、T荘へ向かった3人の刑事は管理人のAにOの写真を見せ、「入江さんでしょう?」と確認を取った。Oと信頼関係を築いていたAは警察に、「このアパートから手錠をかけて出るようなことはしないで欲しい。他の住人に惨めな姿を見せないで、ここは黙って連れ出して下さい」と懇願した。10分ほどで外出していたOが部屋に戻ってきたので逃亡を防ぐため表口と裏口を捜査員が固め、1人が部屋に踏み込んだ時、Oは花を生けている最中だった。「Oさんですね?」と尋ねると「そうです」という返答があり、さらに「滋賀銀行事件で逃走中のOさんですね?」とたたみかけると、「申し訳ありません」とOは一言言って、おとなしく逮捕に応じた。そして刑事に一緒に住んでいた男Bに置手紙を書くことの許可を求め、わら半紙に
| 「 | お世話になりっぱなしで申し訳ありません、どうもありがとうございました。なにも真実を申さずにごめんなさい。 | 」 |

と書置きを残した。この時のOの所持金は4万円だったが、この同居の男から貰ったものだった。
「申し訳ないことをした。何度も自殺や自首することを考えたけど怖くてできなかった。お金はほとんどYに取り上げられた」と大津署へ向かうパトカーの中で、Oは後悔の弁を訥々と口にした。同居していたBについては「あの人だけには迷惑をかけたくない。とってもいい人だった。私に人間としての心を教えてくれた。飾り気の全くない人で、初めて人の心の温かさが分かったような気がします」と、すっかり敬慕と慈愛の情を抱いていた。Yに29歳の妻と子供までいたこと、横領金で下関市に「Y御殿」と言われる豪邸を構えていたことはOは全く関知していなかった。
一緒に住んでいた女性が逮捕されて県警の建物の中へ連行される様子を仕事先のテレビで見たBは、女が衆目を集めていた犯人だと初めて知って仰天した。
手配写真とかけ離れていた顔
逮捕された時のOがテレビのニュースで一斉に報道されると、指名手配の顔写真とあまりに違うことが世間を驚かせた。厚化粧の42歳のOは10歳は若返って見え、大阪から護送されてきたOが車から降りた時、待機していた報道陣でさえすぐにOを見分けられなかった。
母、姉との面会
22日、滋賀県警内でOは逃走後、初めて母と姉の2人と対面した。これにはOが素直に犯行を認め、証拠隠滅の恐れが全くないこと、母親、姉から何度も面会要求があったことから県警本部長の計らいで実現の運びとなった。2人の前で椅子に腰を下ろしたOは、背を向けて手で顔を覆い嗚咽し、3人が言葉を交わさずにその場で10分ほど泣き続けた。その後、母はやっと一言「生きていてくれて本当によかった」と声をかけた。
連日の取り調べを受けながら、Oの髪の生え際がみるみる白くなっていき捜査員を愕然とさせた。Oは犯行中の心労のため、42歳の若さにもかかわらずほとんど白髪で、それを隠すために今まで髪を栗色に染めており、捜査員に定期的に髪を染めることを願い出、それが認められた。「毎日、生きた心地がせず胃痙攣や頭痛がして倒れそうになることがしばしばでした」と長年の重圧を吐露した。
「Oほど素直な被疑者はいない」と取り調べに当たった刑事たちは感心した。Oの記憶は正確でそろばんをはじきながら、「この数字はこうなるんです」と不正書類のからくりを詳述した。また警察は、Oが「今あなたに渡すのは銀行の金です」と告げ、Yも「最初からOが詐欺を働いていたことは知っていた」という2人の共犯関係を裏付ける言説を引き出した。
T荘の管理人の女性Aは遊廓で働いてた経験があり、所持金をほとんど持たないOに客の世話などもしていた。回数にして数回程度であったが、後に売春が事実であることを捜査員に告白している。警察は「そういう情報は入ってるが、Oが売春をしていたかどうかそんなことは今、捜査の本筋ではないから別に調べてもいない」との見解だった。
同居していた男の会見
10月23日、警察では同棲していた土工のBにも事情聴取したが、事件には関係ないとみて1時間ほどで聞き取り調査を終え、Bは県警本部記者室で記者会見をした。
"Oと知り合ったきっかけは?"「同僚たちと行きつけの酒場Mで皿洗いをしているOを知ったのがはじまり。3月末頃だった。なんとなく陰のある、哀れな感じのする人だった。5月初めに『自分のアパートで一緒に住まないか』と誘われ、それまでの宿舎を引き揚げて同棲した。自分も彼女も独り者だったので、いずれ正式に結婚するつもりでいた」"Oのことはニュースで知っていたはずだが?"「彼女がOとは夢にも思わなかった。新聞で見た手配写真では全然感じが違い分からなかった。一緒にニュースを見ながら『酷い奴がいるものだな』と話し合ったくらいだ」"彼女がOと知ったのはいつか?"「彼女が逮捕された21日は、ちょうど仕事の打ち合わせに行っていたが、警察に連行されるテレビニュースを見てびっくりした」"今後のOとの関係や今の心境について?"「今はただ驚きとショックで心の整理がついていないので、今後どうこうするかは考えがまとまらない」
こうして警察ではBに犯人蔵匿及び証拠隠滅の罪の疑いはないとの結論に至った。

## 被害の全貌
史上最大の9億円となった被害額
滋賀銀行の定時株主総会が11月8日開かれ、頭取は「信用第一の金融機関が世間を騒がせ、銀行に損害を与え減配になったことをお詫びします。Oの犯行金額は9月決算で4億8千万円まで確認できたが、今後損害はさらに増大する見込みで9億円に上ると推定しています」と初めて被害が予想以上の巨額に達することを明らかにし、個人の金融犯罪としては史上最大の規模となった。事件の原因について「コンピューターの処理に抜け穴があったことや、女子行員を同一店で永く勤務させ仕事を任せ信頼し過ぎた結果、権限が強くなってしまった」との事由を指摘、今後は「女子行員は長い間、同一店で働かせず適当な時期に転勤させる」などの管理対策を励行することを付け加えた。会場は多数のマスコミが押しかけ緊張感が張り詰め、いつもの倍以上の株主が出席し、銀行の責任を問う声も聞かれ、普段は10分ぐらいで終わる総会に1時間も費やした。このように銀行が7年間にも渡って、これだけの大金を騙し取られながら、全く推し測れなかったことは全国の金融関係者に衝撃を与えた。
横領額の内訳
滋賀銀行が大蔵省銀行局へ報告した被害額の数字と、Oの自供を元に滋賀県警が推計した数字がほぼ一致し、金額は8億9420万3667円と、それにかかる利息の3200万円で計9億2170万円となり、一女性の犯罪としては史上最高額となった。犯行期間は1968年1月4日から1973年2月5日までで、犯行回数は1366回である。
| 使用用途       | 金額     | 具体的内容                                    |
| -------------- | -------- | --------------------------------------------- |
| 指輪           | 1500万円 | 25個のうち13個、750万円分は銀行が差し押さえた |
| 遊興費         | 950万円  | OとYが京都のクラブなどで豪遊                  |
| 遊興費         | 4500万円 | Yとその兄弟や知人がクラブやバーで豪遊         |
| 競艇代         | 約7億円  | 裏付けの取れた分は3億円                       |
| 下関のYの家    | 2200万円 | 敷地1200平方メートルに2階建ての豪邸           |
| 家の改築費     | 1千万円  | 庭の整備、岩風呂など                          |
| 家財道具       | 1千万円  | 電化製品の購入                                |
| モーターボート | 1500万円 | 高級外国製5隻                                 |
| 自動車         | 600万円  | スポーツカー他、高級車3台                     |
| 事業資金       | 5千万円  | 兄の金融会社に出資したが倒産                  |
| 事業資金       | 500万円  | 姉の経営するスナックに出資したが閉店          |
| 生活費         | 3千万円  | 毎月100万円以上                               |
| 実家の改築費   | 1千万円  | 家の窓枠はアルミサッシに改築他、庭園改造など  |

飲食代を除けば、Oが自分で使ったのは1500万円相当の指輪25個で、その内12個はYに取り上げられ家に残した13個は銀行に差し押さえられて、詐取金の98パーセントはYが使ったことが判明した。
Yの供述から、犯行期間の各年における金額の推移が得られた。
| 時期     | 1968年   | 1969年          | 1970年            | 1971年                | 1972年                | 計                    |
| -------- | -------- | --------------- | ----------------- | --------------------- | --------------------- | --------------------- |
| 概算金額 | 1200万円 | 2400 ～3600万円 | 8400 ～1億800万円 | 1億2000 ～1億8000万円 | 1億2000 ～4億3200万円 | 3億6000 ～7億6800万円 |

残り2億円は使途不明。
無罪となった男の一族
Y一族では兄1人を除いて全員が着服金の恩恵にあずかっていて、警察ではこの家族も捜査の対象としていたが無実として捜査を打ち切った。一家はYが競艇で儲けた金と信じ、詐取金とは知らなかったと主張して、警察も贓物収受の罪の適用は見送った。「Yは実際に兄の目の前で500万円の元手で3千万円当てたこともあり信用されていた。盗んだ金とは告げず、一族もそうと気づきながら受け取ったわけではないということで、それを覆す証拠が出てこない以上、容疑の適用は無理」と滋賀県警捜査二課は一家への追及は断念、Y一家の横領金の貰い得になってしまった。

## 事件の波紋
物見客で溢れた事件現場
観光客や仕事で近所を訪れた人たちがタクシーなどでYの家へ見物のため、ひっきりなしに訪れ、「Y御殿」は地元の新名所となり、Oが逃亡中に皿洗いをしていた店にも一見客が押しかけ、『酒房M』が大繁盛となった。店長は「厚化粧していたから、Oとは分からなかった」と話し、この店の管理人室にも手配中のOの写真が貼られていたが、疑義を持った者はいなかった。また、Oが住んでいた長屋は各マスコミによって写真や映像が雑誌等で伝播され、逼塞していたアパート『T荘』の前にも見物人が殺到し、8社ものマスコミが一度に鉢合わせするなど報道体勢が過熱した。事件の舞台となった滋賀銀行山科支店も取材の攻勢を受け、行員は来る客ごとにOに関する質問責めに会い、そのたびに謝罪の対応に追われた。
T荘の管理人の女性Aは、この事件を契機にいままで抱えていた様々な持病が悪化し病床に伏せてしまった。
寄せられる同情と「ハイミス」という惹句
マスコミは「昭和一桁世代で戦争中に青春を過ごし、結婚適齢期には男たちを戦争で奪われて婚期を逸した女性が起こした犯罪」という点を強調、結婚せずに長年会社勤めをする女性をさす「ハイミス」という言葉で記事を表現した。
「ハイミスのOに7億近くも貢がせたY」「派手で男好きなハイミス」「史上最高四億五千万円横領したハイミスの周辺」「仕事には腕の切れる地味なハイミス」「ハイミス犯罪の先駆け」「空前の大それた罪に転落していったハイミスの哀しさ」「元ハイミス模範行員四十二歳」「模範行員奈落の恋 貢いで夢つなぐハイミス 女心のスキ間風」「妻子があるとも知らず愛人に金を貢ぎ続けたハイミスの孤独な半生」といった、中年女性の悲哀と憐憫に満ちた記事が溢れた。
留置されている大津警察署にはO宛の約60通もの手紙が届いたが、その大半がOに同情的で、「刑を終えたらうちの会社で働いてみないか」とか「Oへ渡してください」とお金が入った封書もあった。
Oと同棲していたBも果物かごを下げ、現金5万円を差し入れ「あの女が罪をつぐなって、帰ってくる日まで待っていてやりたい」と署を訪れた
この事件はバー (酒場)やキャバレー (接待飲食店)、ナイトクラブなどのホステスの話題を独占した。「一度でいいから、それほどまでに男に尽くしてみたい」と、純情な人柄と大金を愛人のために使い果たし、人生の一瞬を情熱的に生きた女性として憧憬の的となった。
ハンサムなヒモ男
Oの心情に斟酌する世情が醸成される中、Yへは好奇な関心が集まった。記事の大要は「史上最大のヒモと言われるY(33歳)の素顔」「滋賀銀行4億8千万円を食った史上最大のヒモ」「世紀のヒモ・Yがささえた一族の貴族テキ生活の全貌」「史上空前のヒモ・Y」とYをジゴロ的人物として扱い、相貌は「男の目から見ても、なかなかのハンサム」「やさ男だが眉が濃く鼻筋の通ったなかなかのハンサム」「美男子」「女心をそそるに足る、色白の優(やさ)男」「バーテン風の優男でなかなかハンサム」と容姿端麗であることを報じた。YはOの他にもさらに4人の女性にも金を貢がせており、その女性達の職業は皆ばらばらだが、全員年上であった。

### 著名人の意見
数々の著名人もこの事件に注目し、各自の見地から提言した。
- 「哀れで、かわいそうで異常なくらいお人好しな女だろう。そしてきっと一途な人なのでしょう[54]」－佐藤愛子 (作家)
- 「哀れといえば哀れ、むしろ気の毒な女性だ[54]」－中田修・精神科医
- 「どこにでもあるような平凡な女心ですよ。誰だってそうなるかもしれないんです[54]」－なだいなだ・評論家
- 「彼女のしたことは全くバカバカしいと思うが、人間みんなが共有している愚かさでもあり、私は彼女を石で打つ勇気はありません[54]」－瀬戸内寂聴・作家
- 「四十を超える一人の女性が、男との関係の中に生きる手ごたえを見たと言えるのではないでしょうか。人間としてではなく、部品としてしか生きられなかった銀行という職場の中では、こうした事件が起こるのも無理はない気もします[54]」－もろさわようこ・女性史研究家
- 「彼女ほど世の男性にとって、いじらしく愛すべき女はいない。男として、とことんおぼれてみたい女である[5]」－和久峻三・作家
- 「OLに何の楽しみがある。右を見ても左を見ても男だけが偉くなっていく。もらい手でもあればいいけれど、行く先のない女は、ゴミのように扱われて捨てられてしまう。そんな仕組みの世の中で男に目が眩んで何が悪い[90]」－上坂冬子・ノンフィクション作家
- 「彼女が起こした事件の波紋で迷惑を受けた人たちも、Oの過去は許してあげて欲しいと思う[7]」－丸川賀世子・作家
- 「かわいそうな女という感じがする。年齢的に遅れ、その焦りを9歳年下の消費世代の申し子のような男に利用されたとも言えるでしょう[91]」－石川弘義・社会心理学者
- 「女の性(さが)というか、女の業というか、つくづくOがかわいそうだと思う。惚れた男の喜ぶ顔見たら、女だったら誰でも貢ぎたくなる[92]」－ミヤコ蝶々・漫才師
- 「世間の人は、みんなバカな女だと言うけれど私はそうは思えませんね。彼女とすれば真剣そのものだったんでしょう[92]」－栗原すみ子・占い師
- 「男を求める一心が金融資本の牙城たる銀行のドテッ腹に風穴を開け、9億もの金を引き出したなんて本当に痛快な話だ[93]」－朝倉喬司・ノンフィクション作家
- 「Oには『マノン・レスコー』にも似た激しく情熱的で奔放なところがある[5]」－権田萬治・文学部教授
- 「女だからという理由で、一つの職場に長く居させられるという差別を逆手にとって横領したのだから、何とも痛快ではないか。彼女こそ自らは意識しなくとも、女性解放闘争の勇気ある担い手である[94]」－榎美沙子・中絶禁止法に反対しピル解禁を要求する女性解放連合代表

## 母と姉に宛てた手紙
Oは母と姉宛に手紙を書きたいと切望したので、特捜本部で協議、その願いを承認した。Oは取り調べの合間に毎日5分ずつ便箋4枚に書き上げた手紙を、11月11日に捜査員が直接、自宅にいる母と姉に手渡した。手紙を読んだ2人は文面を公開した。
姉は報道陣に「妹はあれだけのことをしたんです。本当に悪い妹です。でも心から皆さんにお詫びしているんです。私も母も銀行の方々に世間の人々に心からお詫びします。妹へのお叱りは私たちがみんな受けます」と悲嘆し頭を下げた。

## 事件の回顧
獄中にいたOに弁護士が事件を俯瞰、内省し、自戒のために深謝の念を綴ることを勧め、文面が公表された。

## 裁判

### 公判
初公判
1973年12月22日、大津地方裁判所で初公判が開かれ、ここでOとYは法廷内で約10か月ぶりに対峙した。裁判長に向かって並んだOとYの間は署員2名によって隔てられていたが、2メートル程しか離れておらず、YはOに視線を送り話しかけようとする素振りさえ見せたが、Oは1度もYの顔を見ることはなかった。この日は検察の起訴状朗読だけで45分で閉廷し、罪状認否についてOは共謀の部分を除き単独の起訴事実についてはほぼ認めたが、Yは記録を精査していないことを理由に留保した。
女に損害賠償の判決
滋賀銀行はOを相手取って1千万円の損害賠償を請求する民事訴訟を起こした。常務は「取り立てできるものなら全額請求したい。しかし、そんなことは絶対不可能でしょう。Oの出所を50歳前後と想定して、それから20年間は働けるものとみて月収10万円として計算し、生活費を差し引いて月4万円ぐらいだったら出せるとの算段で、20年で約1千万円ということです」と述べ、1974年5月23日、大津地裁は銀行側の請求を認める判決を出した。
供述を翻した男
その後の公判ではOが犯行の全てを自白し公訴事実を認めたのに対し、Yは「Oとの共謀の事実はない」と無罪を主張し全面的に検察と争った。「Oさんが1人でやったこと。僕は自分からお金を下さいと言ったことは1度もありません。お金を渡されるたびに『本当に大丈夫ですか?』と何度も念を押しました。彼女が親しい人から貰った金を僕にくれたものと思っていました。9億円も使ったと警察で聞かされた時、我ながらびっくりしました」と一転して、Yは捜査段階での取り調べでの供述を覆した。
1976年1月27日の18回公判の本人尋問でもYは、「Oさんからホテルで『危険なことではない。あんたに迷惑はかけへん』と言われた。Oさんが悪いことして作った金とは全然知らなかったので、伝票に判を押したりした。銀行の金と知っていたら僕は受け取っていない。こんなことになって憤りさえ感じた。Oさんの家族も親切にしてくれたのに」と声を詰まらせ、うつむいたまま泣き出し、あくまで責任はO一人にあることを明言し、終始静かなOとは対照的に感情をあらわにした。
銀行の問題点を指摘
Oの弁護人は「銀行の内部検査の不完全、人事配置、管理上の誤りもこの犯罪を大きくした」と銀行側にも責任の一端があることを指摘し、本店検査部長を召喚、喚問して、監査役がちゃんと機能していれば事件は早期に顕現したはずで、被害金額は些少で済んだはずとその不備を問いただした。例として1971年当時、山科支店の定期預金の中途解約が非常に多いことが問題になっていたのに、追及を怠ったことを上げた。支店長代理にも尋問し、特にOが現金を行外に持ち出したことに気づいていながら見過ごしたことを詰問したが、支店長代理は「Oから『得意先から引き出しを頼まれたので直接届ける』と言われたから」と釈明するにとどまった。書類の改竄のため、Oが日曜日も出勤していたことについては、「日曜も仕事していたことは用務員のおばさんから聞いてたので、日曜ぐらいは休めと口頭注意はしました」と律したことはあったが、その後の確認作業は怠っていた。このように原告である銀行は被害側であるにもかかわらず批判の矢面に立たされた。O自身は「銀行は忙しい所で検査など手を抜くことは止むを得なかったと思います。私に銀行のことを悪く言う資格はありません。弁護士は銀行の管理体制のことを言って欲しくない」と銀行を擁護した。

### 判決
論告求刑
OとYは判決が出るまで滋賀刑務所に拘置され、裁判は1973年12月の初公判以来22回の審理を重ね、Oは弁護士に「死刑以外なら、どんな判決にも控訴しません。世間が一時も早く私の名前を忘れ去ってくださることが、せめてもの願いです」と悔恨し、母と姉も週に1回の割合で面会に来ていたが、Yの方には面会に来る家族はいなかった。
1976年3月16日、検察はOとYに詐欺罪の有期刑では最高の15年を求刑した。
実刑
1976年6月29日、判決公判が開かれ裁判長はOに懲役8年、Yに10年の実刑を言い渡した。論告では「我が国犯罪史上まれにみる巨額の金融事犯」と、その大要が表現され、金融機関からばかりでなく法曹界関係者の間でもその判決が注視された。
2人への戒め
裁判長はOに「女心の弱みにつけ込まれ騙されたとはいえ、多額の行金を詐取、横領した実行行為の責任は重い。自分の意志で犯行を止めようと思えば途中で止めることができたはずだ。好きだったYを自分につなぎとめるために次々に犯行を重ねながら、男子に負けまいと熱心に努力をし上司や同僚からも絶対の信頼を受けていたが、その優れた知識と経験を悪用したのが本事案である。しかし銀行にも管理ミスがあり本人は深く反省、わずかではあるが返済の努力をしていることは認められる」と述べ、Yに対しては「競艇などギャンブルに使うため、真面目だったOを甘い言葉で唆し、妻子があるのを隠して愛情を持っているかのように振る舞って犯行を続けさせた。『何らかの犯罪によって得られた金とは思わなかった』などと自らの責任を棚上げするとともに、被害弁済の気持ちもなく改悛の情は認められない。真面目なOを犯行に導き金を使い果たし、責任をO一人に押し付ける態度は悪質」と指弾、実行者のOよりYを実質的な主犯として量刑の重い理由とした。Yの弁護士は「Oの証言は信用性がない」と訴えてきたが、裁判長はその証言は「一貫し、かつ矛盾もない。犯行当初、何回もYから金を要求され、やむなく犯行を重ねていた心境を語るその証言は実際に体験したものしか語れないものだ。淡々とした態度と共にその信用性は極めて高い」と信頼に足るものであるとした。
Yを共同正犯と断定した理由について、「Yは犯行の方法を、その都度Oから知らされていた」「個別の犯行に際しYの要求がない場合もあるが、2人は月の半分以上の日数会っており、全体として1つの犯罪と見るのが相当」「検査があった時、Yは犯行を隠蔽するため偽証書の作成を手伝っている」などの理由を根拠とし、判決文朗読は2時間にも渡った。
2人には750日の未決拘置日数が懲役刑に算入された。Oの弁護士は「銀行の杜撰な管理など、これまでの公判で弁論してきたことをよく理解してもらった点で、きわめて満足すべき判決だ」と語り、Yの弁護士は「量刑がOを上回ったことはYの弁護士としては当然ながら不満だ。しかし10年という懲役刑については、Yが9億円のほとんどを使い果たしたことでもあり、重いという訳にもいかないだろう」と両弁護士とも判決には納得した。Oは閉廷直後、傍聴席の方へ振り向いたが、すぐに看守から法廷外へ連れ出された。その時の心境を弁護人に「世間を騒がせたお詫びをしたかったんです。それが出来ないまま法廷を去るのが非常に心残りです」と自責の念と共に託した。一方、Yは自分の求刑が重かったことに不服の態度を表した。
銀行への警告
また裁判長は銀行について、「確認体制が整っていれば、不正はもっと早く発見できた。大いに反省しなければならない」と訓戒した。当時は高度経済成長の時期で地価が高騰し、土地を転売してごまかした税金が匿名の形で、かなり山科支店に転がり込んでおり、そのため同銀行は多忙を極めていた。そしてOの横領の手口の1つとして、この架空預金を利用したものが少なくないことを取り上げ、「銀行は税務対策として架空預金を受け入れているが、実質上、脱税の手段ともなっており、銀行側も十分反省しなければならない」と預金獲得競争の中での安易な経営姿勢を厳しく批判した。滋賀銀行の専務は「この判決の事実を率直に受け止め、2度とこのような不祥事を起こさないよう内部体制の改善に努めたい。銀行側から税務対策として匿名預金を勧めたことはないが、大きな責任を感じている」と自分らの過誤を詫びた。さらに裁判長は、被害が最小限に食い止められなかったことについて、「新興住宅地で人口が増え仕事量が多くなったのに人員も増やさず、Oは2人分の仕事をしていた。そして6年半も同じ職務に就くなどして検査監督の査察が行き届かなかった」と、その管理体制の不備も指摘した。
予想が外れた判決内容
マスコミでは盛んにOとYの刑期に差が出るのか詮索されたが、どんなに同情を集めても、やはり主犯のOが重くならざるを得ないとの考えが主流を占めていた。「Oが主犯、Yが従犯、どう見てもOの方が罪が軽くなることはないでしょう」（滋賀県警）「Oは初犯だし、せいぜい10年かそれ以下。Yはさらにそれ以下で、3年程度で出所できるでしょう」（Yの弁護士）「共同正犯でYの刑を考えると直接金を取ったのはOだから、YをOより重くするのはむずかしい」（植松正）など、専門家でさえその結果を予測できなかった。
6月30日、Yの共犯の判決の結果を受け滋賀銀行はYに対して、4千万円の支払いを求める訴訟を起こした。
捜査二課長宛への手紙
Oは判決を受けた直後に捜査二課長宛に手紙を書いた。そこには
と綴られていた。
報道関係者との一問一答
1974年4月17日、一連の捜査も終わったOは一部のマスコミの取材を受けた。
"罪を振り返って現在の心境は?"「私が引っ張り込まれたのが悪いんです。意志が薄弱でした。途中で『自分は悪いことをしている』と心を痛めながらも、自分の口からどうしても言い出せなかった。臆病だったの一言に尽きると思っています。私は婚期の済んだ年代の女だけどYから優しく言われると、つい愛情を抱かれているのだと思って。結局はYにとって私は金づるに過ぎなかったんです。それに気づかなかった浅はかさが悔やまれてなりません」"いつ頃からYの愛情に疑問を持つようになったのか?"「銀行のお金を500万円ほど使い込んだ頃で、1968年夏頃だったと思います。"Yとはどんな男か?"「もう関係のない人です。何の感情もありません。取調官がYが『Oは金づるだった』と言ってると伝えた時は恨めしい思いがしましたが」"Yと法廷で会ってどんなことを感じたか?"「共犯者が出てきていると思っただけです」"逃亡生活を振り返って一番辛かったことは?"「母や姉と連絡が取れなかったこと。自殺しているという報道もあったし」"自殺を考えたことは?"「あります。ただ踏ん切りがつかなかった。逃げた当初は『もう死ぬしかない』と思っていました。だから厚生年金の証書も焼いたんです。警察で『お前はYに無心されたからやったと言うけれど、一方的に貢いだんだろう』と言われた時は悲しかった」"今誰に一番会いたいか?"「母です。白髪の増えた母が面会に来た後は、悔いと寂しさが残って…」"刑務所の生活はつらいか?"「つらいと考えること自体が私には許されないと思っています」"日記をつけていると聞いたが?"「ここへ移った日からつけ始めました。自分を見つめるための手段です。犯した行いは、もう戻りませんけど」"夜、夢は見るか?"「はい、毎日のように夢を見ます。どういうわけか、銀行時代の楽しかった社内旅行の時や、友達とショッピングをしている自分の姿がよく出てきます。それと逃亡中のアパートの生活も」"大阪で同棲してたBさんに対する気持ちは?"「口数の少ない人柄のいい人でした。騙して生活してきたことは心からすまないと思っています。私がふさぎ込んでいると優しく話しかけてくれたり。私と会う気持ちがあれば、刑を終えたらお礼に伺いたいと思っています」"銀行から損害賠償も起こされているが?"「何としてでも償いをするつもりです」"今度の体験から得たことを一言"「いついかなる時でも自分を外から見つめる心構えがないと、自分を見失ってブレーキが効かなくなります。今度の私みたいに」

## 事件後
離散した男の一族
Yは完全に破産しており、「Y御殿」と言われた邸宅は人手に渡り、妻とは1975年6月23日付で獄中離婚した。金融業『Y商会』を経営していた兄、賭け事を手伝っていた弟、義弟は債権者に追われて行方不明になり、義理の兄は元の仕事に戻った。実家も人手に渡り年老いた両親は病院へ入った。
Oのことを娘のように可愛がっていたT荘の管理人の女性Aは心労で倒れ、1年程入院して死亡した。
事件発覚後、滋賀銀行山科支店では預金者の解約が続出した。
刑務所へ入所
1976年7月、Oは和歌山刑務所に入所したが所内でも好餌の的となり、入る前から受刑者の間で噂話が蔓延し、入所日は作業場でも皆が落ち着かず仕事が手につかないという状況で、最初は独居房へ入れられたが、看守の目を盗んで大勢が覗きに行き、職員でさえ好奇心に駆られてOを見物に行くというありさまだった。
Oは配属された工場で1か月程ミシン作業に従事してから、元銀行員としての手際を買われて計算業務に携わった。そして銀行への賠償金を刑務所内での仕事の報酬金の一部を充てて弁護士を通じて返済に回し、1980年になった時点で半年ごとに5万円ずつ計6回30万円を銀行に返却したが、Yは報奨金は弁済には一切回していない。Oは最初から服役態度良好で、規則を遵守し平穏に所内で過ごし、時おり債権者の滋賀銀行の人間が面会に来ていた。
1981年6月18日に51歳になったOは、模範囚のため仮釈放を許可されたが、この時点で銀行へ40万円を返済していた。そして母親に付き添われて、この事件を担当した警部の元へ出所の報告へ出向いたが、警部の方でも刑務所に収監した犯人から挨拶に来られたのは初めての経験だった。そしてOは再び母、姉の3人暮らしに戻った。
1986年になって55歳になったOは、100万円以上を銀行に返済したが、Yは1円も払っていないことが報じられた。

## 総括
諸澤英道は、1970年代以降にマスコミによる過熱取材があった事件として、大久保清事件（1971年）、富山・長野連続女性誘拐殺人事件（1980年）、宮崎勤事件（1988年 - 1989年）、女子高生コンクリート詰め殺人事件とともに本事件を挙げ、各事件の共通点を指摘しながら総論している。まず、被害者が若い女性であること、犯人の動機が常軌を逸しており、犯人の異常さ、巧妙さが際立った事件であることが眼目としてあり、
その上で、視聴者や読者の関心がいわゆる「覗き趣味」傾向（被害者が犯人によってどのように痛めつけられたのかなど）や、被害者や関係者の落ち度に向けられていたと指摘している。このように、Oは加害者であるにもかかわらず、被害者として敷衍して論じられている。

## エピソード
- Y同様、最初の被害者Kとの出会いも偶然で、Oが停留所でバスを待っている時、雨が降り出し傘を開いたところKが中に入ってきて、「銀行の人だったら預金しようか?」というふうに会話が進んだのがきっかけとなった[18]。
- 1960年にYは他にも関係を持ち、腕時計や金品を貢いでもらっていたタクシーの女性客が2人いた[30]。
- 1970年中頃、Yの「横領した金は、もう3億円事件の犯人と同じくらいになってるのと違うか」といった会話が、Oとの睦言で交わされた[30]。
- 同年7月に滋賀銀行の新支店が開設されることが決まり、もしOが転勤となれば不正が顕在化するため、Yと2人で神社に参詣し「転勤になりませんように」と願かけをした[30]。
- Oが逃亡中、警察ではYが京都市内で購入してOに送った白金製、メーカーはオメガで30万円相当の高級婦人用腕時計の写真を製造番号と共に公開した。Oが逃走資金を作るために質入りする可能性があり、全国の質屋へ照合し協力を呼びかけ潜伏場所の手掛かりを探ったが、時計はOによって既に廃棄処分されていた[116][5]。
- Oが身を潜めていたT荘には1人だけ、Oが犯人ではないかと薄々感づいていた住人がいたが、確信が持てず通報するまでには至らなかった[39][41]。

## 映像・出版関係
- ノンフィクション『裁かれた銀行 滋賀銀行九億円横領事件』（角川文庫、1981年10月20日、和久峻三著）
- 実録小説『4億5千万円を詐取した女』（『週刊小説』1973年10月19日号、実業之日本社、水口隆一郎作）
- 小説『九億円詐欺事件』（『苦い札束』集英社文庫、1992年4月25日、清水一行作）
- 映画『OL日記 濡れた札束』（日活作品、1974年2月6日公開、O役 中島葵、Y役 堂下かずき）
- 映画『史上最大のヒモ 濡れた砂丘』（東映作品、1974年12月21日公開、O役 小島恵子、Y役 川谷拓三）
- テレビドラマ『滋賀銀行九億円横領事件』（テレビ朝日、1981年2月7日放送、O役 大楠道代、Y役 火野正平）
- 漫画『ザ・女の事件 8億9千万を貢いだ女 お局銀行員、狂恋の果てに』（ユサブル、2019年7月5日、作画 神崎順子）
- 浪曲『女の罪 九億円滋賀銀行事件』（ローオンレコード、発売日不明、唄 真山一郎）
- 松本清張の代表作の一つで、1978年に雑誌に連載された小説『黒革の手帖』は、地味なOLが勤務先の銀行から大金を横領する話であるが、小説の中に「数年前に起こった或る地方銀行の横領事件もやはり永年勤務する預金係の女子行員で、その金額が九億円にも達していたことで世間をおどろかした[117]」という記述がある。
- 1977年に雑誌に連載された佐木隆三の小説『詐欺師』は、やはり銀行の金を横領する女子行員の話で「滋賀事件のようにやれ」「Oにできて、おまえにはなぜできないのか」などといった事件に触れた記述が散見している[118]。